# Pleurothallis allenii
Pleurothallis allenii är en orkidéart som beskrevs av Louis Otho Otto Williams. Pleurothallis allenii ingår i släktet Pleurothallis och familjen orkidéer.
Artens utbredningsområde är Panamá. Inga underarter finns listade i Catalogue of Life. Arten är en lättskött terrarieväxt om luftfuktigheten är hög, och förökas genom delning. Blomman är rödbrun med smala kalkblad och hela plantan är inte mer än max 20 cm hög.

## Bildgalleri

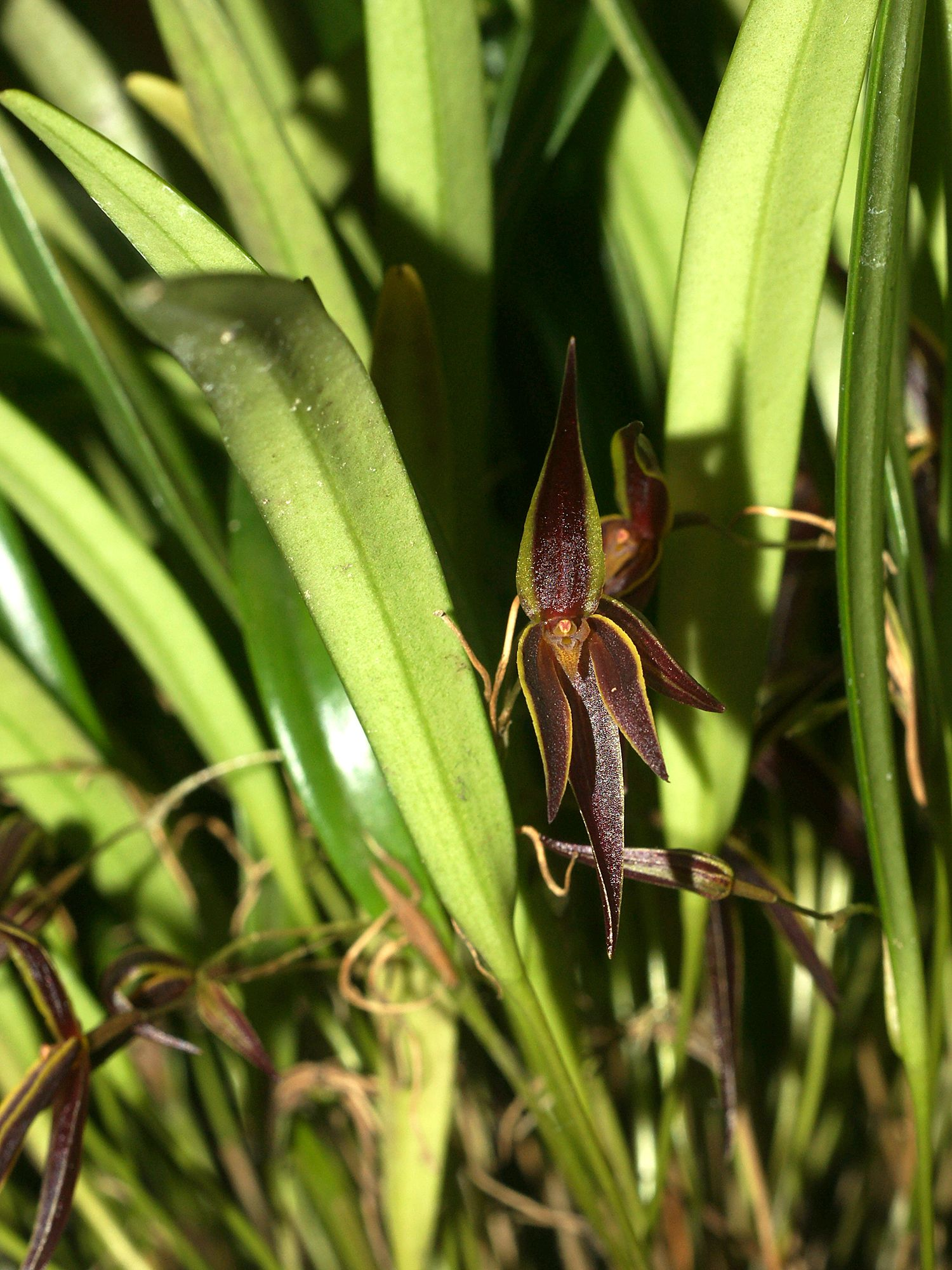